# Fortuneo-Vital Concept/Saison 2016
Diese Liste beschreibt die Mannschaft und die Erfolge des Radsportteams Fortuneo-Vital Concept in der Saison 2016.

## Erfolge in der UCI America Tour
Bei den Rennen der UCI Europe America im Jahr 2016 gelangen dem Team nachstehende Erfolge.
| Datum      | Rennen                     | Kat. | Sieger            |
| ---------- | -------------------------- | ---- | ----------------- |
| 22. Januar | 4. Etappe Tour de San Luis | 2.1  | Eduardo Sepúlveda |

## Erfolge in der UCI Africa Tour
Bei den Rennen der UCI Africa Tour im Jahr 2016 gelangen dem Team nachstehende Erfolge.
| Datum      | Rennen                              | Kat. | Sieger               |
| ---------- | ----------------------------------- | ---- | -------------------- |
| 24. Januar | 7. Etappe La Tropicale Amissa Bongo | 2.1  | Jauheni Hutarowitsch |

## Erfolge in der UCI Europe Tour
Bei den Rennen der UCI Europe Tour im Jahr 2016 gelangen dem Team nachstehende Erfolge.
| Datum     | Rennen                            | Kat. | Sieger              |
| --------- | --------------------------------- | ---- | ------------------- |
| 14. April | Grand Prix de Denain              | 1.HC | Daniel McLay        |
| 26. April | 2. Etappe Tour de Bretagne        | 2.2  | Boris Vallee        |
| 29. April | 5. Etappe Tour de Bretagne        | 2.2  | Boris Vallee        |
| 22. Mai   | Grand Prix de la Somme            | 1.1  | Daniel McLay        |
| 11. Juni  | 3. Etappe Ronde de l’Oise         | 2.2  | Boris Vallee        |
| 18. Juni  | 3. Etappe Tour des Pays de Savoie | 2.2  | Pierre-Luc Périchon |
| 24. Juli  | 2. Etappe Tour de Wallonie        | 2.HC | Boris Vallee        |

## Zugänge – Abgänge
| Zugänge              | Team 2015        | Abgänge            | Team 2016                    |
| -------------------- | ---------------- | ------------------ | ---------------------------- |
| Vegard Breen         | Lotto Soudal     | Florian Guillou    | Laufbahn beendet             |
| Boris Vallee         | Lotto Soudal     | Christophe Laborie | Delko Marseille Provence KTM |
| Francis Mourey       | FDJ              | Matthieu Boulo     | Team Raleigh-GAC             |
| Franck Bonnamour     | Neoprofi         | Romain Feillu      | HP BTP-Auber93               |
| Chris Anker Sørensen | Tinkoff-Saxo     |                    |                              |
| Julien Loubet        | Marseille 13 KTM |                    |                              |
| Steven Tronet        | BigMat-Auber 93  |                    |                              |

## Mannschaft
| Teamkader 2016                               | Teamkader 2016     | Teamkader 2016         | Teamkader 2016                 |
| Name                                         | Geburtsdatum       | Land                   | Vorheriges Team                |
| -------------------------------------------- | ------------------ | ---------------------- | ------------------------------ |
| Jean-Marc Bideau                             | 8. April 1984      | Frankreich             | Roubaix Lille Métropole (2008) |
| Franck Bonnamour                             | 20. Juni 1995      | Frankreich             | BIC 2000 (2015)                |
| Vegard Breen                                 | 8. Februar 1990    | Norwegen               | Lotto-Soudal (2015)            |
| Frédéric Brun                                | 18. August 1988    | Frankreich             | BigMat-Auber 93 (2014)         |
| Maxime Cam                                   | 9. Juli 1992       | Frankreich             | BIC 2000 (2014)                |
| Anthony Delaplace                            | 11. September 1989 | Frankreich             | Sojasun (2013)                 |
| Pierrick Fédrigo                             | 30. November 1978  | Frankreich             | FDJ.fr (2014)                  |
| Brice Feillu                                 | 26. Juli 1985      | Frankreich             | Sojasun (2013)                 |
| Armindo Fonseca                              | 1. Mai 1989        | Frankreich             | Côtes d'Armor (2010)           |
| Arnaud Gérard                                | 6. Oktober 1984    | Frankreich             | FDJ-BigMat (2012)              |
| Élie Gesbert (27. Jul.–31. Dez.)             | 1. Juli 1995       | Frankreich             | Pays de Dinan (2015)           |
| Jonathan Hivert                              | 23. März 1985      | Frankreich             | Belkin (2014)                  |
| Jauhen Hutarowitsch                          | 29. November 1983  | Belarus                | AG2R La Mondiale (2014)        |
| Benoît Jarrier                               | 1. Februar 1989    | Frankreich             | Véranda Rideau-Super U (2012)  |
| Kévin Ledanois                               | 13. Juli 1993      | Frankreich             | CC Nogent-sur-Oise (2014)      |
| Julien Loubet                                | 11. Januar 1985    | Frankreich             | Marseille 13 KTM (2015)        |
| Daniel McLay                                 | 3. Januar 1992     | Vereinigtes Königreich | Lotto-Belisol U23 (2014)       |
| Francis Mourey                               | 8. Dezember 1980   | Frankreich             | FDJ (2015)                     |
| Pierre-Luc Périchon                          | 4. Januar 1987     | Frankreich             | La Pomme Marseille (2012)      |
| Eduardo Sepúlveda                            | 13. Juni 1991      | Argentinien            | World Cycling Centre (2012)    |
| Chris Anker Sørensen                         | 5. September 1984  | Dänemark               | Tinkoff-Saxo (2015)            |
| Steven Tronet                                | 14. Oktober 1986   | Frankreich             | Auber 93 (2015)                |
| Florian Vachon                               | 2. Januar 1985     | Frankreich             | Roubaix Lille Métropole (2009) |
| Boris Vallée                                 | 3. Juni 1993       | Belgien                | Lotto-Soudal (2015)            |
| Camille Guérin (1. Aug.–31. Dez., Stagiaire) | 2. Oktober 1994    | Frankreich             | Sojasun espoir-ACNC (2015)     |
| Justin Mottier (1. Aug.–31. Dez., Stagiaire) | 14. September 1993 | Frankreich             | CC Nogent-sur-Oise (2015)      |
|                                              |                    |                        |                                |
| Quellen: ProCyclingStats Cycling Archives    |                    |                        |                                |